# Stanové město v Calais

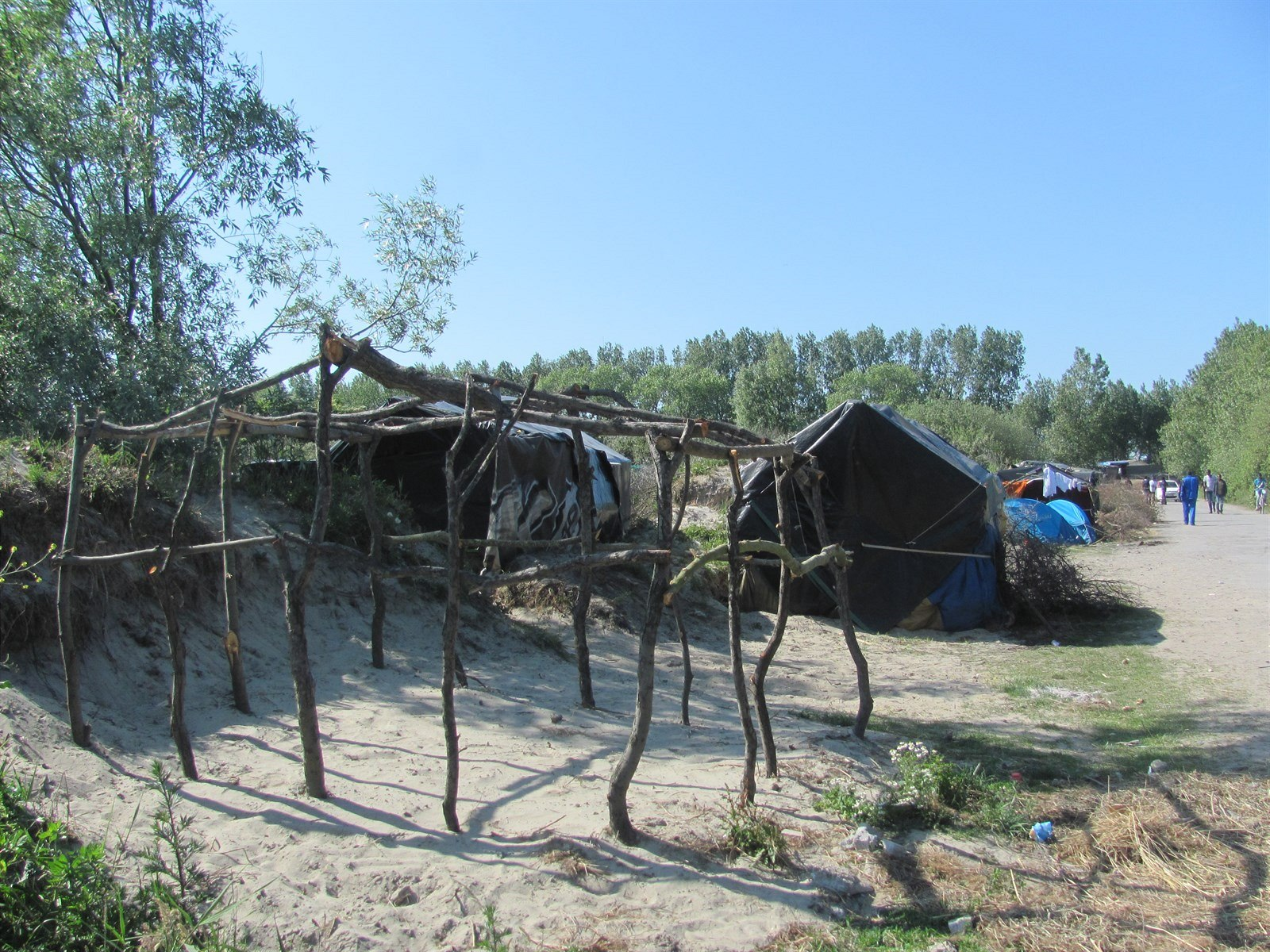
Improvizovaný tábor „Džungle“ u města Calais (červen 2015)

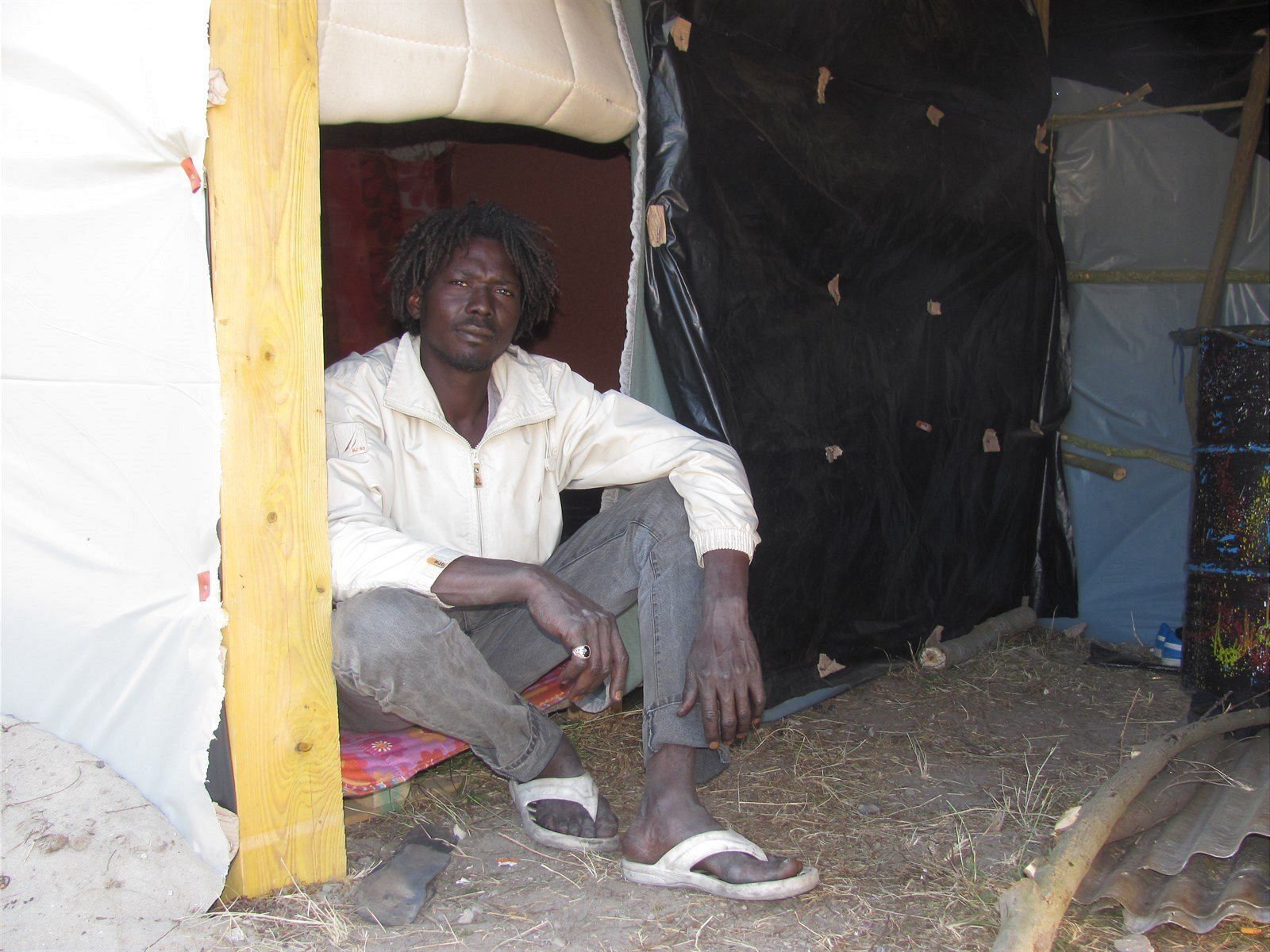
Súdánský migrant ve vlastnoručně postavené chýši (červen 2015)

Stanové město v Calais, přezdívané také Džungle se nachází v blízkosti francouzské obce Coquelles na jižní straně Eurotunelu. Jeho vznik je datován rokem 1999. Do povědomí širší veřejnosti se dostával opakovaně, poprvé v průběhu Vánoc v roce 2001, kdy se velké skupině uprchlíků podařilo překonat zabezpečení a vniknout do Eurotunelu, později v souvislosti s evropskou migrační krizí v roce 2015.
Stanové město vybudovali uprchlíci, kteří opustili severní Afriku a přes Itálii a Francii se chtějí dostat do Velké Británie. Ve stanovém městečku čekají, až se jim naskytne šance k překročení kanálu La Manche dále na sever.
Vznik stanového městečka na zelené louce byl kritizován ze strany neziskových organizací a OSN, a proto bylo původně v létě 2015 srovnáno se zemí. Nedlouho poté však vzniklo opět, tentokrát však jsou zde zajišťovány alespoň základní služby, jako např. hygienické zázemí (sprchy), a distribuce jídla. Městečko si postupem času vytvořilo vlastní hospodářství, zbudován zde byl i kostel a mešita.
14. listopadu 2015 bylo stanové město v souvislosti s teroristickými útoky v Paříži zapáleno neznámými útočníky.
Na počátku roku 2016 bylo město nahrazováno obytnými mobilními buňkami a staré bylo postupně srovnáváno se zemí.